# Maximiliano III José de Baviera
Maximiliano III José de Baviera (Múnich, 28 de marzo de 1727-ibidem, 30 de diciembre de 1777) fue príncipe elector del Sacro Imperio Romano Germánico y duque de Baviera desde 1745 hasta su muerte en 1777.

## Historia

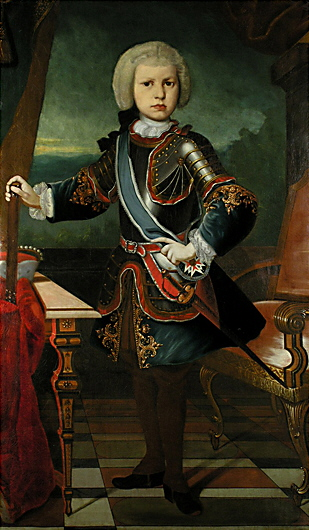
Maximiliano José como príncipe.

Escudo de armas del Electorado de Baviera, en 1753.

Nacido en Múnich, Maximiliano fue el primogénito del emperador del Sacro Imperio Romano Germánico, Carlos VII, y de su esposa, la archiduquesa María Amalia de Austria, hija del también emperador José I.
A la muerte de su padre en enero de 1745, heredó el país durante el proceso de ser invadido por los ejércitos austriacos (ver guerra de sucesión austríaca). Con 18 años de edad, Maximiliano José vacilaba entre los "partidarios de la paz", liderados por su madre, María Amalia de Austria y el comandante del ejército, Friedrich Heinrich von Seckendorf, y por otro lado los "partidarios de la guerra", encabezados por el ministro de Exteriores General Ignaz, conde de Törring, y el enviado francés Chavigny. Después de la decisiva derrota en la batalla de Pfaffenhofen el 15 de abril, Maximiliano José rápidamente abandonó las pretensiones imperiales de su padre e hizo la paz con María Teresa I de Austria en el Tratado de Füssen, por el cual acordaba apoyar a su marido, el gran duque de Toscana y futuro emperador Francisco I, en las próximas elecciones imperiales. Así, durante la guerra de los Siete Años, las fuerzas bávaras lucharon en el lado de los Habsburgo. La hermana de Maximiliano José, Josefa de Baviera, contrajo matrimonio en 1765 con el emperador José II, hijo de María Teresa.
Maximiliano José fue un gobernante progresista e ilustrado, quien hizo mucho por el desarrollo de su país. Impulsó la agricultura, la industria y la explotación de la riqueza mineral de Baviera y abolió la censura jesuita en la prensa. En 1747 se creó la fábrica de porcelanas de Nyphemburg, mientras el Codex Maximilianeus Bavaricus Civilis fue escrito en 1756. La primera institución académica de Múnich, la Academia de Ciencias de Baviera, fue fundada en 1759 por Maximiliano III. Durante la severa hambruna en 1770, Maximiliano vendió las joyas de la corona para pagar embarques de maíz. En este año también emitió su edicto contra la extravagante pomposidad de la Iglesia, lo cual contribuyó al fin de la era del rococó bávaro y prohibió la "Pasión de Oberammergau". En 1771, el elector reguló la asistencia general a la escuela.
En diciembre de 1777, Maximiliano José iba en su carruaje a través de Múnich; en el camino pasó cerca de la torre de un reloj cuando se estropeó el mecanismo y el reloj dio la hora 77 veces. Maximiliano comentó a los pasajeros que este hecho era un presagio de que sus días habían terminado. Jornadas después fue atacado por una extraña enfermedad. Ninguno de sus 15 doctores pudo diagnosticarla, pero cerca de la Navidad tuvo la claridad de que era un tipo de viruela particularmente virulenta.
En el último día del mes falleció sin dejar un heredero. Los restos de Maximiliano III José se encuentran en la cripta de la Iglesia de los Teatinos de Múnich, pero su corazón fue enterrado aparte en la capilla de Altötting.

## Sucesión

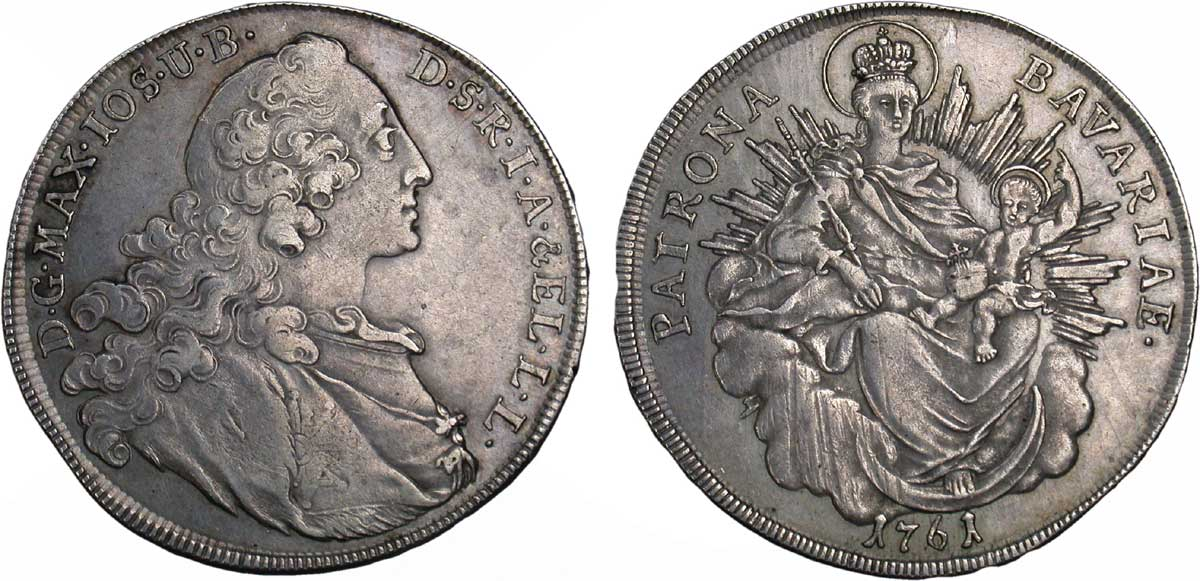
Maximiliano III José, elector de Baviera, 1761.

Como último miembro de la rama menor de la familia Wittelsbach, la cual procedía del emperador Luis IV del Sacro Imperio Romano Germánico y había gobernado Baviera desde el temprano siglo XIV, el deceso de Maximiliano abrió una disputa por la sucesión y la breve guerra de sucesión bávara. Fue sucedido por un primo distante, el elector palatino Carlos Teodoro del Palatinado y Baviera, perteneciente a la rama mayor de la familia. La viuda de Maximiliano, María Ana Sofía de Sajonia, y su hermana, la duquesa María Antonia de Baviera, negociaron con Prusia para asegurar la independencia bávara de Austria, que había invadido partes del ducado inmediatamente después de la muerte del elector.

## Legado cultural

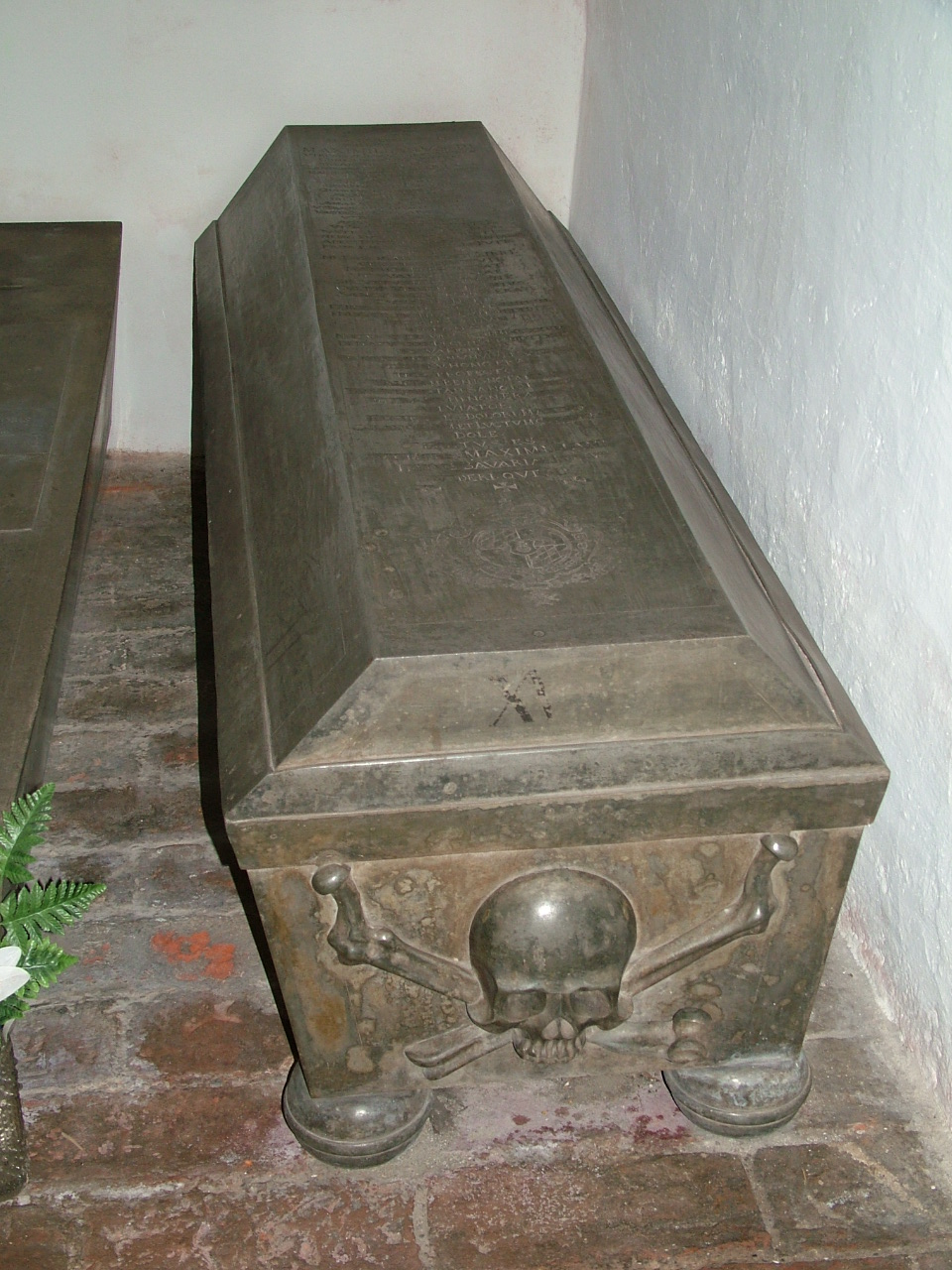
Su tumba en la Iglesia Teatina.

Maximiliano II José ordenó en 1751 a François de Cuvilliés construir el espléndido Teatro de Cuvilliés de estilo rococó y en 1755 el "Salón de Piedra" del Palacio de Nymphenburg. Asimismo, mandó decorar algunas habitaciones del Palacio Schleissheim, también en estilo rococó.
Wolfgang Amadeus Mozart fue recibido por Maximiliano III José, quien era, como su hermana María Antonia de Baviera, un hábil músico y compositor, pero debido a su estricta frugalidad no se le ofreció ningún puesto. En 1775, La finta giardiniera, una ópera italiana de Mozart, fue recibida en su primera presentación en el Salvatortheater en Múnich.

## Títulos y tratamientos
Esta tabla aún no está actualizada. Puedes contribuir aportando información sobre títulos y tratamientos de esta persona.

## Ancestros
| Maximiliano III José, elector de Baviera | Padre: Carlos VII del Sacro Imperio Romano Germánico | Abuelo paterno: Maximiliano II Emanuel de Baviera         | Bisabuelo paterno: Fernando María de Baviera                     |
| Maximiliano III José, elector de Baviera | Padre: Carlos VII del Sacro Imperio Romano Germánico | Abuelo paterno: Maximiliano II Emanuel de Baviera         | Bisabuela paterna: Enriqueta Adelaida de Saboya                  |
| Maximiliano III José, elector de Baviera | Padre: Carlos VII del Sacro Imperio Romano Germánico | Abuela paterna: Teresa Cunegunda Sobieska                 | Bisabuelo paterno: Juan III Sobieski de Polonia                  |
| Maximiliano III José, elector de Baviera | Padre: Carlos VII del Sacro Imperio Romano Germánico | Abuela paterna: Teresa Cunegunda Sobieska                 | Bisabuela paterna: María Casimira Luisa de la Grange d'Arquien   |
| Maximiliano III José, elector de Baviera | Madre: María Amalia de Austria                       | Abuelo materno: José I del Sacro Imperio Romano Germánico | Bisabuelo materno: Leopoldo I del Sacro Imperio Romano Germánico |
| Maximiliano III José, elector de Baviera | Madre: María Amalia de Austria                       | Abuelo materno: José I del Sacro Imperio Romano Germánico | Bisabuela materna: Leonor Magdalena del Palatinado-Neoburgo      |
| Maximiliano III José, elector de Baviera | Madre: María Amalia de Austria                       | Abuela materna: Guillermina Amalia de Brunswick-Luneburgo | Bisabuelo materno: Juan Federico de Brunswick-Luneburgo          |
| Maximiliano III José, elector de Baviera | Madre: María Amalia de Austria                       | Abuela materna: Guillermina Amalia de Brunswick-Luneburgo | Bisabuela materna: Benedicta Enriqueta del Palatinado            |